# Paralamyctes quadridens
Paralamyctes quadridens är en mångfotingart som beskrevs av Lawrence 1960. Paralamyctes quadridens ingår i släktet Paralamyctes och familjen fåögonkrypare.
Artens utbredningsområde är Madagaskar. Inga underarter finns listade i Catalogue of Life.